# كرية حمراء هدفية
الخلايا الحمراء الهدفية ( Codocytes أو Target cells) هي خلايا دم حمراء لها مظهر هدف إطلاق النار مع بؤرة الهدف. في المجهر البصري، يبدو أن هذه الخلايا لها مركز داكن (منطقة مركزية خالية من الهيموجلوبين) محاطة بحلقة بيضاء (منطقة شاحبة نسبية)، تليها حلقة ثانية خارجية داكنة (محيطية) تحتوي على شريط من الهيموجلوبين. ومع ذلك، في المجهر الإلكتروني تظهر رقيقة جدًا وعلى شكل جرس (ومن هنا يأتي اسم codo-: bell). بسبب نحافتها يشار إليها باسم الخلايا الرخيفة.
تتميز هذه الخلايا بزيادة غير متناسبة في نسبة مساحة الغشاء السطحي إلى الحجم. ويوصف هذا أيضًا بأنه "فائض نسبي في الغشاء". ويرجع ذلك إما إلى زيادة مساحة سطح الخلية الحمراء (زيادة عن المعدل الطبيعي)، أو انخفاض محتوى الهيموجلوبين داخل الخلايا (مما قد يسبب انخفاضًا غير طبيعي في حجم الخلية دون التأثير على كمية مساحة الغشاء). الزيادة في نسبة مساحة السطح إلى الحجم تعطي الخلية أيضًا انخفاضًا في الهشاشة الأسموزي، لأنها تسمح لها بتناول المزيد من الماء مقابل كمية معينة من الضغط الأسموزي.
في الجسم الحي (داخل الأوعية الدموية)، تكون الخلية الهدفية عبارة عن خلية على شكل جرس. ويفترض التكوين "الهدف" فقط عند معالجته للحصول على فيلم الدم. في الفيلم تبدو هذه الخلايا أرق من المعتاد، ويرجع ذلك في المقام الأول إلى شحوبها (الذي يتم من خلاله الحكم على سمكها على الفحص المجهري).
عندما يتم تسوية الخلايا على اللطاخة، يتم دفع الجزء العلوي من الجرس إلى المركز مما يخلق هدفًا مركزيًا يحتوي على كمية عالية نسبيًا من الهيموجلوبين.

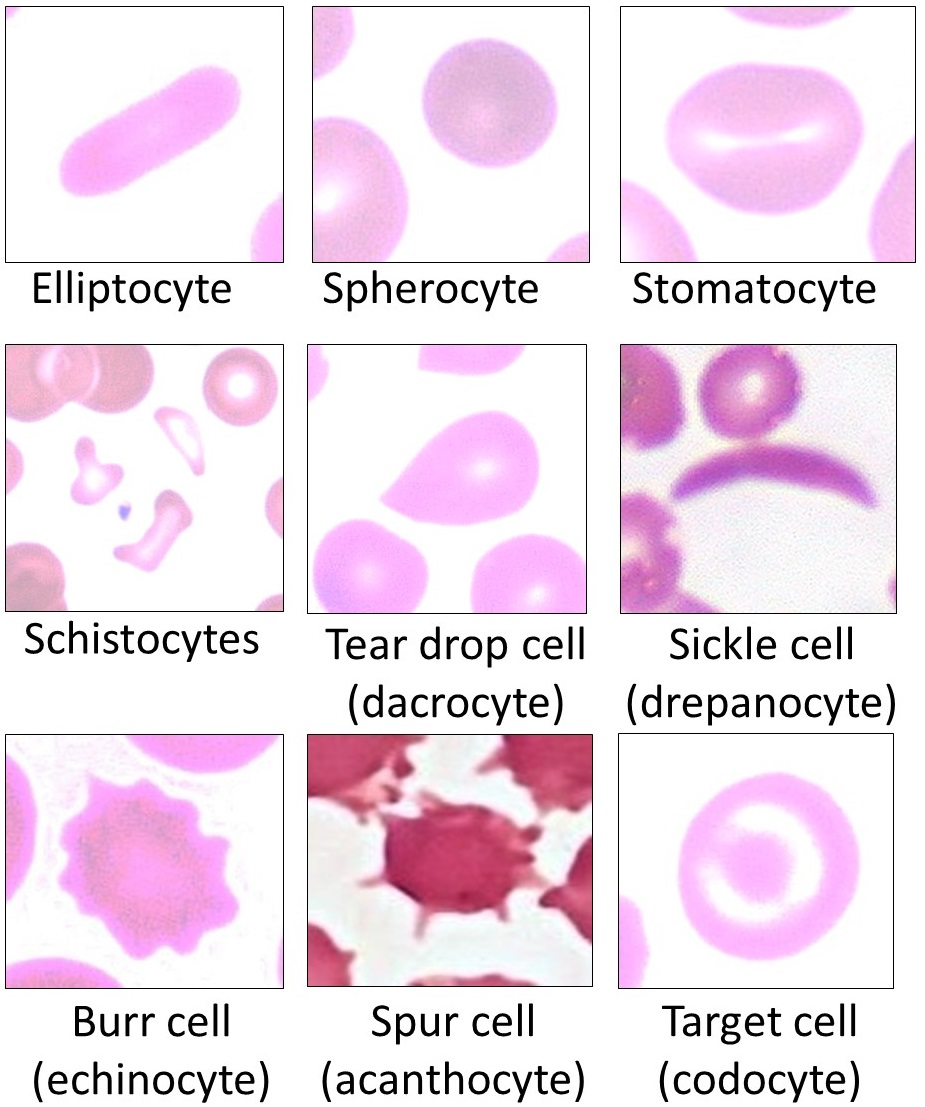

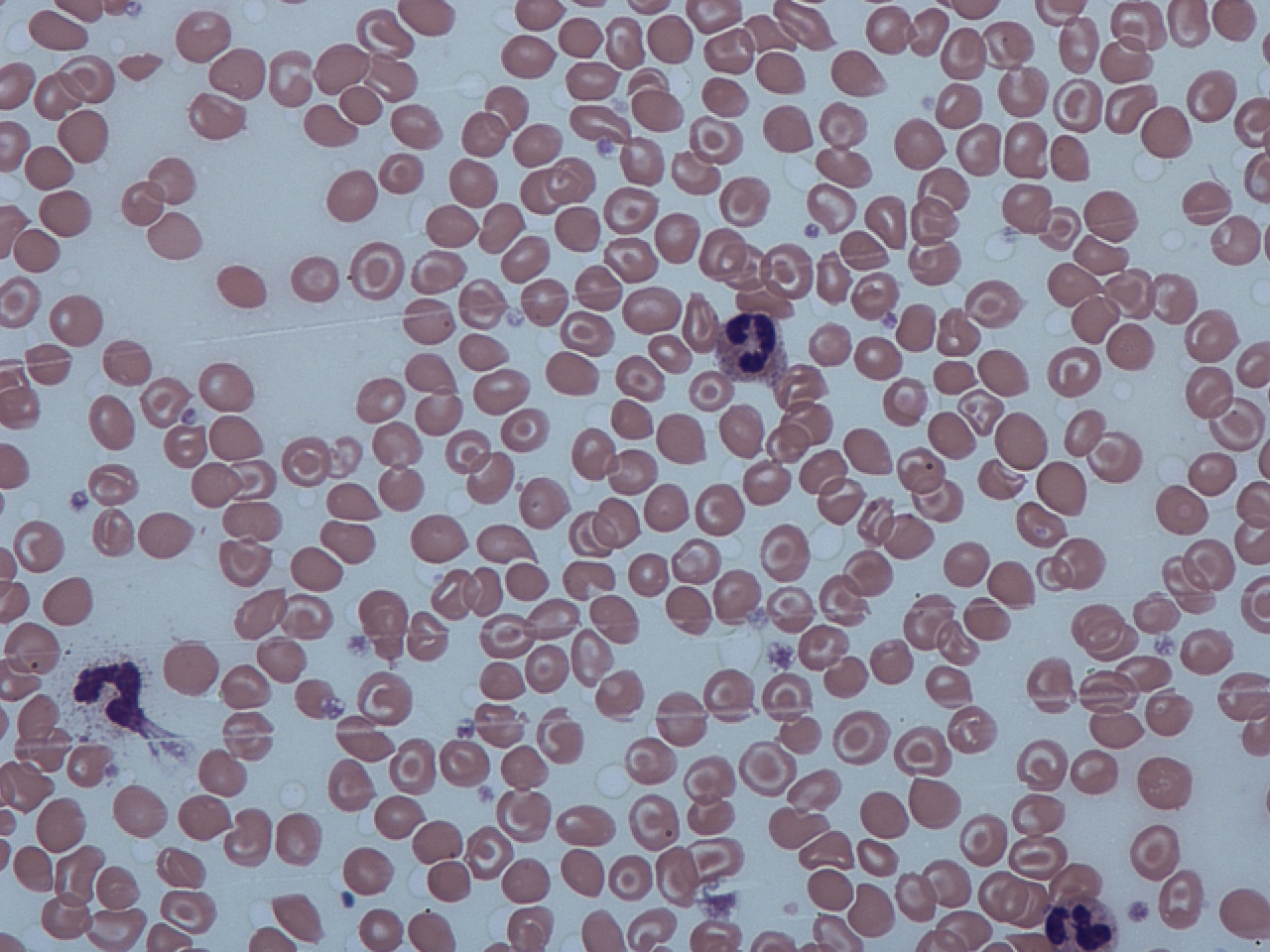